# Чојлук
Чојлук (Ћојлук) је насељено мјесто у Лици, у општини Удбина, Личко-сењска жупанија, Република Хрватска.

## Географија
Чојлук је удаљен око 4 км југозападно од Удбине. Налази се на ивици Личког средогорја и јужног дијела Крбавског поља. Ћојлук на турском језику значи заселак.

## Историја
Чојлук се од распада Југославије до августа 1995. године налазио у Републици Српској Крајини. До територијалне реорганизације у Хрватској насеље се налазило у саставу бивше велике општине Кореница.

## Култура
Припада парохији Мутилић у саставу Архијерејског намјесништва личког Епархије Горњокарловачке.

## Становништво
Према попису из 1991. године, насеље Чојлук је имало 40 становника, од којих је било 39 Срба и 1 остали. Према попису становништва из 2001. године, Чојлук је имао 15 становника. Чојлук је према попису из 2011. године имао 11 становника.
| Националност       | 1991. |
| Срби               | 39    |
| Југословени        |       |
| Хрвати             |       |
| остали и непознато | 1     |
| Укупно             | 40    |

| Демографија | Демографија | Демографија |
| Година      | Становника  | Становника  |
| ----------- | ----------- | ----------- |
| 1961.       | 110         |             |
| 1971.       | 78          |             |
| 1981.       | 53          |             |
| 1991.       | 40          |             |
| 2001.       | 15          |             |
| 2011.       |             | 11          |